# Lions de Wasquehal Lille Métropole
 (août 2014).
 (août 2014).
Si vous disposez d'ouvrages ou d'articles de référence ou si vous connaissez des sites web de qualité traitant du thème abordé ici, merci de compléter l'article en donnant les références utiles à sa vérifiabilité et en les liant à la section « Notes et références ».
Les Lions de Wasquehal Lille Métropole sont un club de hockey sur glace évoluant en Division 2. Situé à Wasquehal, le club est fondé en 1995 à la suite de la disparition du club des Nordiques de Croix, en 1990.

Ancien logo jusqu’en 2013.

## Historique
Après la disparition de la patinoire de Croix en 1991 suivant celle de Lille, la question de l’absence de patinoire dans une agglomération d’environ un million d’habitants se pose.
Sous l’égide de Serge Charles, député-maire de la commune voisine de Marcq-en-Barœul et de Gérard Vignoble, maire de Wasquehal, un groupement de trois communes (Marcq-en-Barœul, Mouvaux et Wasquehal) se porte candidat auprès du Comité d’Organisation des Jeux Olympiques d’hiver d’Albertville, qui cherche un acheteur pour la patinoire d’entraînement de la quinzaine olympique. Lauréat, le Syndicat Intercommunal à Vocation Multiple Centre Métropole trouve un site d’accueil à côté du dojo sur la commune de Wasquehal, à proximité immédiate de la voie rapide et des transports en commun.
La question de la constitution d’une équipe première pour le nouveau-né du hockey français se pose alors. Pour former ce groupe, il est surtout fait appel à d’anciens pensionnaires des clubs de Valenciennes et Croix. Yves Fauchart, ancien joueur de Croix, Caen, Nantes et Angers, est à l’origine de la création du Hockey Club Centre Métropole (HCCM) en septembre 1995. Eric Debaere en devient le président.
Wasquehal intègre la compétition lors de la saison 1995-1996 dans l’anonymat de la Division 3 (quatrième niveau national), championnat très hétérogène de 48 équipes au niveau très inégal, mêlant débutants et confirmés. Le HCCM est intégré à la Poule Nord aux côtés des réserves de Dunkerque et Reims, ainsi que de Béthune, Châlons-en-Champagne et Compiègne.
Le hockey mineur voit l’inscription de cinq équipes dans différents championnats de la zone Nord Picardie, étendue pour les plus jeunes à la Champagne-Ardenne, des moustiques aux cadets. L’essentiel réside dans le retour au jeu, voire à la découverte du hockey.
Durant 8 saisons, le HCCM reste en D3 avec des passages en 2e phase pour la montée en D2 et un carré final à Amiens, sans succès. Différents entraîneurs se succéderont : Yves Fauchart, Grégory Gougeon, et des assistants comme Alexandre Machen et Jean-Guy Fievet. Les présidents se succèdent aussi : Vincent Potié, puis Jérôme Bégot.
En novembre 2003, un incident majeur sur le circuit de froid oblige la fermeture de la patinoire. Le club se retire de la compétition et perd tous ses points au championnat. Faute de mieux, les équipes partent s’entraîner à Valenciennes. Cependant un nouvel incident survient : un incendie détruit complètement la patinoire de Valenciennes. Le HCCM et les diables rouges de Valenciennes se retrouvent alors sans patinoire. Le HCCM se tourne vers le roller hockey sur Lille et la glace de Béthune et Gullegem en Belgique.
En 2003, Lille Métropole Communauté Urbaine (LMCU) reprend la propriété de la patinoire, des travaux sont engagés, une nouvelle piste en béton est construite, les compresseurs et les balustrades sont changés.
En 2006, un nouveau président arrive en la personne de Michel Breistroff.
En 2007, une place se libère en D2, le club est rebaptisé « les Lions de Wasquehal Lille Métropole », de nouveaux entraîneurs arrivent : Frédéric Nilly et Fabien Chardon succèdent à Nicolas Hamoudi qui avait remplacé Grégory Gougeon avec pour objectif de développer la pratique auprès des jeunes.
Les deux premières années en D2, le club joue la poule de maintien, réussissant à garder sa place en D2. Les trois années suivantes, à la suite d'un recrutement de nouveaux joueurs, le club côtoie le milieu de tableau du classement en D2, mais n'ayant plus les moyens pour garder une équipe fanion en D2 tout en maintenant l'effort sur les jeunes, le club arrête toutes compétitions en seniors en juin 2012.
Guy Decock succède à Damien Cavrois qui lui-même avait succédé 2 ans au préalable à Michel Breistroff. Avec une patinoire fraîchement rénovée et de nouveaux vestiaires et autour du nouveau président, une équipe de dirigeants se met en place avec la volonté de mettre tous les moyens pour développer la pratique chez les tous jeunes.

## Effectif
| No    | Nom                     | Nat. | Position       | Arrivée                               |
| ----- | ----------------------- | ---- | -------------- | ------------------------------------- |
| +030, | Landon Trutt            |      | Gardien de but | 2021 - sans club                      |
| +055, | Sacha Binanzer          |      | Gardien de but | 2019 - Gothiques d'Amiens U17         |
| +006, | Thibaut Verschaeve      |      | Défenseur      | 2014 - Gullegem Jets                  |
| +007, | Marc-Antoine Herbet – A |      | Défenseur      | 2015 - Gothiques d'Amiens U22         |
| +015, | Celian Pruvost          |      | Défenseur      | Formé au club                         |
| +016, | Yannis Verkindere       |      | Défenseur      | Formé au club                         |
| +020, | Tarquin Milcent         |      | Défenseur      | Formé au club                         |
| +021, | Pierre Vervoort         |      | Défenseur      | Prêt - Corsaires de Dunkerque         |
| +025, | Théo Kalisa             |      | Défenseur      | 2020 - sans club                      |
| +063, | Armand Martin-Gousset   |      | Défenseur      | 2020 - Ducs d'Angers U20              |
| +070, | Germain Guirado         |      | Défenseur      | 2019 - Spartiates de Marseille        |
| +087, | Matteo Toneatto         |      | Défenseur      | 2017 - Corsaires de Dunkerque         |
| +005, | François Piquet         |      | Attaquant      | 2014 - Loisirs                        |
| +010, | Aurélien Zajac – C      |      | Attaquant      | 2015 - Corsaires de Dunkerque II      |
| +011, | Mattéo Scotti           |      | Attaquant      | 2021 - Drakkars de Caen U17           |
| +018, | Hamish Diedrichs        |      | Attaquant      | Formé au club                         |
| +019, | Lucas Clef              |      | Attaquant      | 2021 - Drakkars de Caen U20           |
| +020, | Marek Matej             |      | Ailier         | 2019 - Diables rouges de Valenciennes |
| +021, | Antoine Poirier         |      | Attaquant      | Prêt - Corsaires de Dunkerque         |
| +022, | Romain Finé             |      | Ailier         | 2021 - sans club                      |
| +023, | Dylan Artano            |      | Attaquant      | 2020 - Ducs d'Angers II               |
| +024, | Martin Domian           |      | Ailier         | 2015 - HK FTC Nové Zámky              |
| +027, | Yanik Chagnon           |      | Centre         | 2021 - Gaulois de Collège français    |
| +077, | Martin Lagrise          |      | Attaquant      | Formé au club                         |
| +091, | Frédérik Tchoungi       |      | Attaquant      | 2020 - Gothiques d'Amiens U20         |
| +093, | Dawson McKenzie         |      | Ailier         | 2021 - Bancroft Rockhounds            |
| +094, | Lucas Herrera           |      | Ailier         | 2021 - Corsaires de Dunkerque         |
|       | Aldric Duwelz           |      | Attaquant      | Formé au club                         |

- Entraîneur : Fabien Chardon